# Jerome Karle
Jerome Karle (narozen jako Jerome Karfunkle 18. června 1918 – 6. června 2013) byl americký chemik, nositel Nobelovy ceny za chemii za rok 1985. Obdržel ji společně s H. A. Hauptmanem za rozvoj přímých metod stanovení struktury krystalů. Během druhé světové války pracoval v rámci projektu Manhattan na vývoji atomové bomby. Za svou vědeckou práci obdržel mnoho významných ocenění a vyznamenání.

## Dětství a mládí
Karle se narodil v New Yorku 18. června 1918 do židovské rodiny Sadie Helen (Kun) a Louise Karfunklea. V rodině se hodně věnovali umění, proto hrál v mládí na klavír a účastnil se řady soutěží. Mnohem víc ho ale zajímala věda. Navštěvoval střední školu Abrahama Lincolna v Brooklynu. V mládí měl rád házenou, bruslení, americký fotbal a plavání v nedalekém Atlantském oceánu.
Ve věku 15 let nastoupil na vysokou školu a v roce 1937 získal bakalářský titul na City College of New York, kde kromě povinných předmětů absolvoval další kurzy biologie, chemie a matematiky. Magisterský titul se specializací na biologii získal v roce 1938 na Harvardově univerzitě.
Karle přijal místo v Albany ve státě New York na ministerstvu zdravotnictví, aby si mohl vydělat peníze na zaplacení dalšího postgraduálního studia. Na ministerstvu vyvinul metodu měření hladin rozpuštěného fluoridu, která se používá standardně při fluorizaci vody.
V roce 1940 se zapsal na postgraduální studium na Michiganskou univerzitu, kde se na kurzu fyzikální chemie seznámil se svou budoucí manželkou Isabellou Lugoski. Vzali se v roce 1942. Oba měli během doktorandského studia stejného školitele fyzikálního chemika Lawrence Brockwaye. Karle dokončil svá studia v roce 1943 a v následujícím roce mu byl udělen doktorát.

## Profesní život
Po dokončení postgraduálního studia pracoval Karle od roku 1943 společně se svou ženou Dr. Isabellou Karle na projektu Manhattan na Chicagské univerzitě. V roce 1944 se manželé vrátili na Michiganskou univerzitu, kde Karle pracoval pro United States Naval Research Laboratory (NRL). Isabella nastoupila do NRL dva roky po svém manželovi, v roce 1946. V témže roce se přestěhovali do Washingtonu, DC, aby pokračovali v práci pro NRL.
Oba manželé odešli z NRL do důchodu 31. července 2009. Společně strávili ve službách pro vládu Spojených států 127 let. V době svého odchodu z vládních služeb vedl Karle vědecké oddělení laboratoře pro strukturu hmoty. Při slavnostním ceremoniálu k jejich odchodu do důchodu obdrželi oba manželé z rukou ministra námořnictva ocenění Navy Distinguished Civilian Service Award, což je nejvyšší forma uznání námořnictva pro civilní zaměstnance.

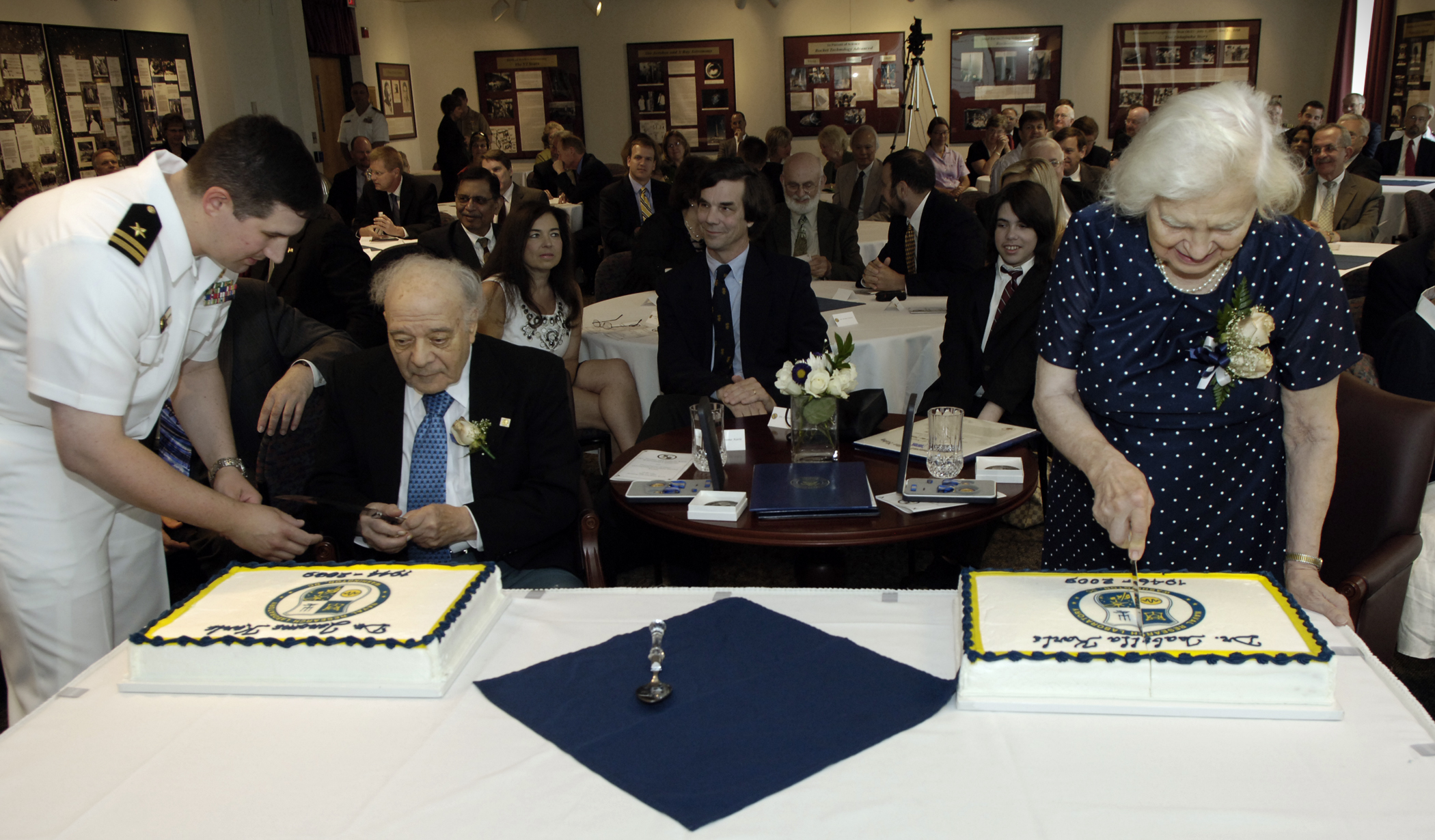
Isabella a Jerome Karle při slavnosti k jejich odchodu do důchodu

### Nobelova cena
V roce 1985 byla Karlemu a Herbertu A. Hauptmanovi udělena Nobelova cena za chemii za práci při určování struktury krystalů pomocí rentgenové krystalografie. Jerome Karle a mnoho dalších členů krystalografické komunity byli přesvědčeni, že tuto cenu měla dostat také manželka Isabella,  která byla první, kdo tuto metodu použil a vyvinula postup, který propojuje "přímé metody" a aktuální data rentgenové difrakce.
Technika se dodnes používá ke studiu biologických, chemických a fyzikálních vlastností materiálů. Karle a Hauptman použili Sayreovu rovnici v centrosymetrické struktuře a vyvinuli takzvané přímé metody. Molekulární struktura studovaného materiálu se může stanovit z polohy jednotlivých atomů krystalu a tím je možné vytvořit model studované molekuly. Tato metoda hrála významnou roli ve vývoji nových léků a dalších uměle syntetizovaných materiálů.

### Další zásluhy a ocenění
Jerome Karle byl prezidentem Americké krystalografické asociace (ACA) (1972) a IUCr (1981-1984). Za svou práci získal mnoho dalších ocenění, byl zvolen do Národní akademie věd v roce 1976, obdržel zlatou plaketu od American Academy of Achievment v roce 1986 a Americké filozofické společnosti v roce 1990 a řadu čestných doktorátů.

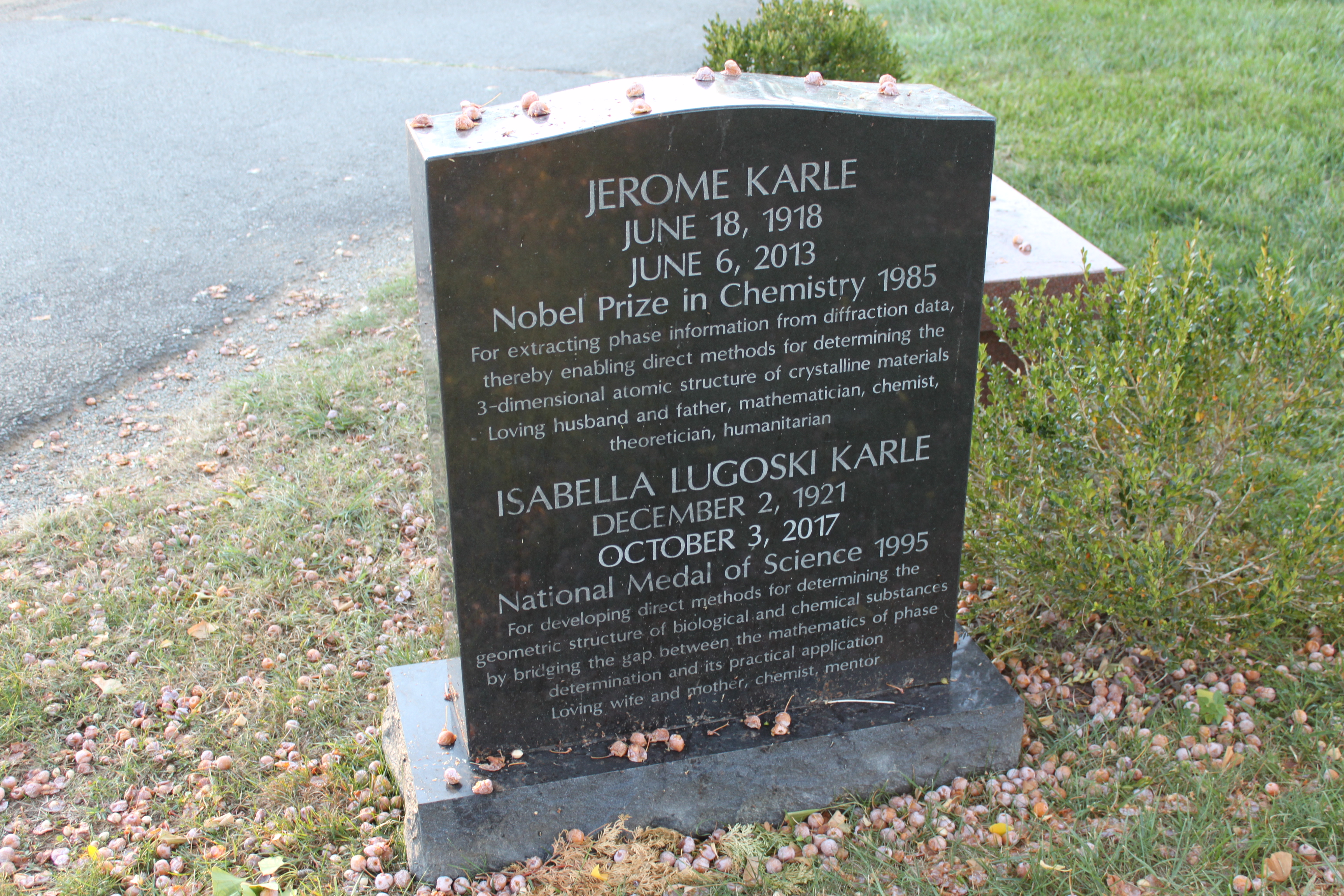
Hrob obou manželů na hřbitově Columbia Gardens

## Osobní život
Karle byl ženatý s Isabellou Helen Lugoski (1921-2017), se kterou měl tři dcery a všechny se uplatnily ve vědeckých oborech, Louise a Jean v chemii a Madeleine v geologii.
Zemřel na rakovinu jater v Leewood Healthcare Center v Annandale ve Virginii krátce před svými 95. narozeninami. Hrob obou manželů je na hřbitově Columbia Gardens v Arlingtonu ve Virginii.  